# كونراد وارنر
كونراد وارنر (بالإنجليزية: Conrad Warner)‏ هو لاعب كرة قدم بريطاني (وحمل سابقاً جنسية المملكة المتحدة لبريطانيا العظمى وأيرلندا) في مركز حراسة المرمى، ولد في 14 أبريل 1850 في المملكة المتحدة، وتوفي في 10 أبريل 1890 في نيويورك في الولايات المتحدة. شارك مع منتخب إنجلترا لكرة القدم. أما مع النوادي، فقد لعب مع Upton Park F.C. ‏.

## وصلات خارجية
- كونراد وارنر على موقع قاعدة بيانات كرة القدم.إي يو (الإنجليزية)
- كونراد وارنر على موقع ناشيونال فوتبول تيمز (الإنجليزية)